# Celile Celil

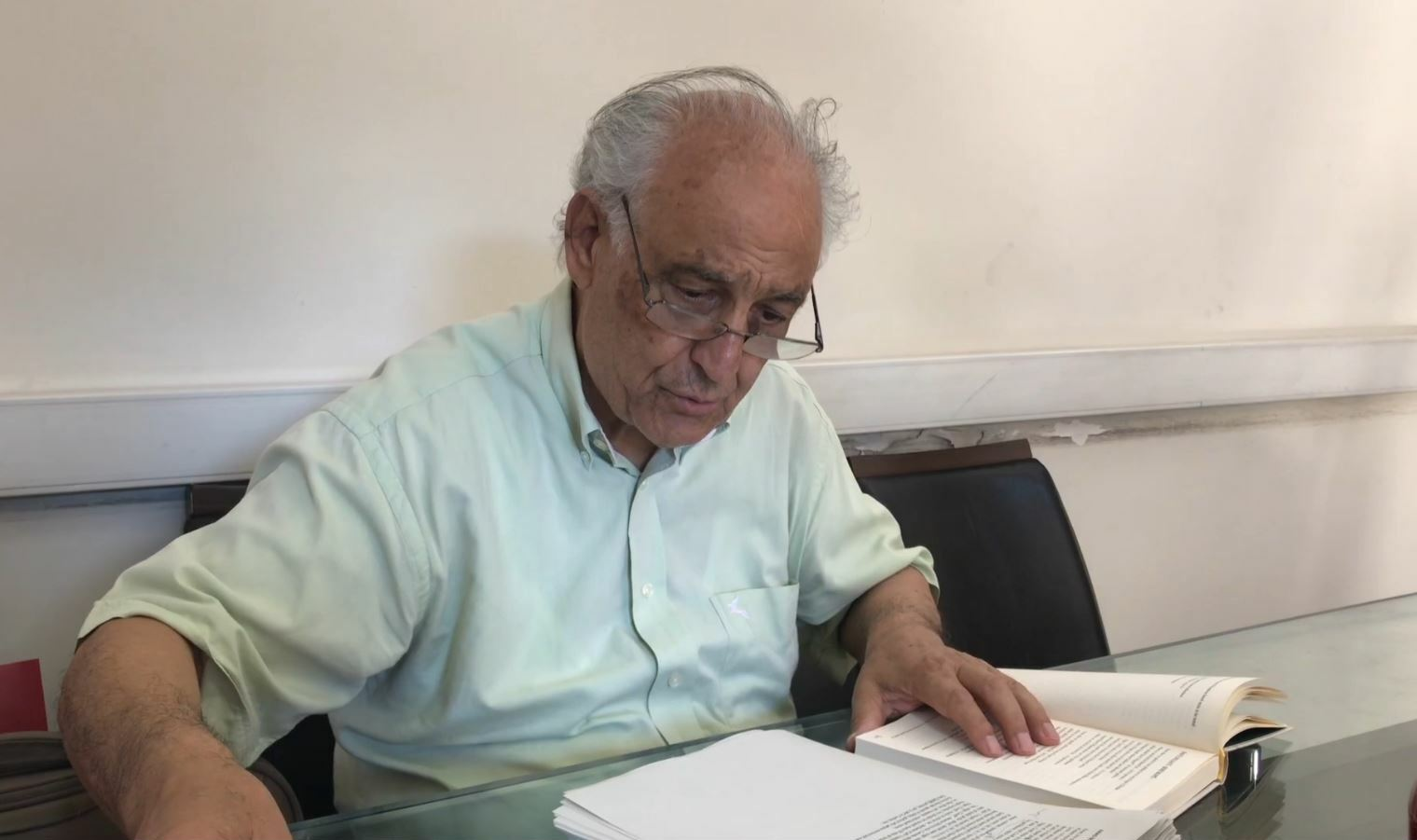
Celile Celil, 2019

Celîlê Celîl, auch Jalile Jalil oder Djalil Jalile (* 26. November 1936 in Jerewan, Armenische SSR, UdSSR), ist ein armenischer Historiker und Schriftsteller jesidisch-kurdischer Abstammung.

## Leben
Celil studierte Geschichte an der Staatlichen Universität Jerewan und am Institut für Orientalische Studien der Universität Leningrad. Er wurde 1963 mit einer Arbeit über die Kurdenaufstände im 19. Jahrhundert promoviert und arbeitete von 1963 bis 1993 in der Wissenschaftsakademie. Er sammelte zusammen mit seinem Bruder Ordîxanê Celîl jesidische religiöse Gedichte und kurdische Legenden und Märchen. 1991 habilitierte er sich in Moskau. Nach dem Zusammenbruch der Sowjetunion ging er nach Österreich und unterrichtete an der Universität Wien für viele Jahre Kurmandschi am Institut für Sprachwissenschaft. Derzeit ist er in seinem eigenen Forschungsinstitut (Institut für Kurdologie Wien) tätig, das er 1998 im Haus seiner Familie in Eichgraben in Niederösterreich eingerichtet hat. Einige Jahre später gelang es ihm, die Bibliothek seiner Familie von Armenien an sein Institut zu transferieren. Die Bibliothek ist nach seinem 1998 in Jerewan verstorbenen Vater, Casme Celîl, benannt.
Celile Celil ist Mitglied des P.E.N.-Clubs, der Vereinigung Armenischer Autoren und ehrenamtliches Mitglied der Irakischen Akademie der Wissenschaften.

## Veröffentlichungen (Auswahl)
Celil hat mehr als 70 Bücher, Artikel und andere Beiträge geschrieben.

### Bücher
- Vosstaniye Kurdov 1880 goda (Der Aufstand der Kurden 1880), 132 Seiten, Verlag Nauka, Moskau, 1966
- Zargotina Kurda (Kurdische Folklore), Co-author Ordîxanê Celîl, Vol. I, II, Verlag Nauka, Moskau, 1978.
- Jiyana Rewşenbirî û Siyasi ya Kurdan (Intellektuelles und politisches Leben der Kurden), 200 Seiten, Verlag Jîna Nû, 1985
- Kurdskie skazki, legendy i predaniia (Kurdische Märchen und Legenden), Coautor mit Ordîxanê Celîl und Zîna Celîl, Verlag Nauka, Moskau, 1989.
- Zargotina Kurdên Sûriyê (Folklore der Kurden in Syrien), Coautor mit Ahmet Omer und Ordîxanê Celîl, Verlag Jîna Nû, Uppsala, 1989, ISBN 91-970927-3-8
- Dastanên Kurdî (Kurdische Sagen), Coautor mit Ordîxanê Celîl, 244 Seiten, Verlag Zêl, Istanbul, 1994
- Autobîografîya Ebdurrizaq Bedirxan (Autobiografie des Abdurrezaq Bedirhans), 72 Seiten, Verlag Havîbûn, 1999
- Dîwaro tera dibêm bûkê tu guhdar be, 158 Seiten, Verlag Pêrî, Istanbul, 2000
- Sîyapûş Seyfulmuluk, 328 Seiten, Verlag Avesta, 2000
- Rûpelên Balkeş Ji Dîroka Gelê Kurd (Wichtige Kapitel aus der Geschichte des kurdischen Volkes), 195 Seiten, 2002
- Keşkûla Kurmancî: Sedsalîyên X - XX, 311 Seiten, Wien, 2004, ISBN 3-902185-06-6

### Artikel
- Belgek ji pêwendiyên Ermenya Kurda yê dîrokî çandî (Ein Dokument über die historische und kulturelle Beziehung zwischen Kurden und Armeniern), erschienen in Journal of the Oriental Institute of Armenian Academy, S. 105, Vol. XIII, 1985.